# Špinat
Špinat (lat. Spinacia), manji rod jednogodišnjeg raslinja nekada klasificiran eks-porodici lobodovke (Chenopodiaceae), a danas u štirovke (Amaranthaceae). Dvije vrste su priznate.

## Ljekovitost
3.816 / 5.000
Rod Spinacia, koji je prvi opisao Carl Linnaeus u XVIII. stoljeću, izvorno je rasprostranjen u umjerenoj Aziji, odakle je rano unesen u područje Sredozemlja. Tipičan i najpriznatiji predstavnik roda Spinacia je Spinacia oleacea L. (špinat), široko korišteno zeleno lisnato povrće koje se zbog svoje bogate nutritivne vrijednosti smatra i funkcionalnom hranom (Roberts & Moreau, 2016.). Fitokemikalijama i bioaktivnim tvarima prisutnim u biljkama Spinacia pripisuju se bezbrojna biološka svojstva, kao što su antimikrobna, antikancerogena, antioksidativna, protiv pretilosti, hipoglikemijska, hipolipidemijska i kardioprotektivna svojstva. Također, pokazalo se da neke od biljaka Spinacia imaju sposobnost moduliranja ekspresije i aktivnosti nekoliko gena uključenih u metabolizam, proliferaciju, upalu i antioksidacijsku obranu (Moser et al., 2011; Roberts & Moreau, 2016).
Špinat se od davnina koristi u biljnoj medicini, gdje se lišće često koristilo za liječenje raznih bolesti (Lomnitski, Bergman, Nyska, Ben-Shaul i Grossman, 2003.). Kao povrće bogato nitratima, špinat pokazuje kardioprotektivne učinke, inducirajući povećanje postprandijalnih koncentracija nitrata i nitrita u plazmi i snižavajući krvni tlak (Bondonno i sur., 2012.). Osim toga, biljke Spinacia također se koriste kao hrana koja djeluje protiv pretilosti. Ti učinci uglavnom proizlaze iz njegove sposobnosti da inducira lučenje hormona sitosti i smanji postprandijalni odgovor glukoze (Rebello et al., 2015). Na gore navedene učinke utječu tilakoidi, membrane zelenih biljaka. Karotenoidi i lipofilni aktivni spojevi prisutni u Spinacia spp. (tj. lutein, neoksantin, zeaksantin) može se smatrati korisnim izvorom koji pridonosi uočenim antineoplastičnim učincima (Lomnitski, Bergman i sur., 2003.). Doista, nekoliko fitokemikalija prisutnih u vrstama Spinacia pokazuje i kemoterapeutske i kemopreventivne učinke, o kojima se sve više izvještava korištenjem in vitro i in vivo modela (Asai, Terasaki i Nagao, 2004.; Maeda et al., 2005.). Međutim, konzumacija biljaka Spinacia, posebice špinata, još uvijek je ispod preporučene, osobito kod djece (Maeda i sur., 2005.). Iako su brojna klinička ispitivanja potvrdila stvarnu dobrobit konzumacije špinata, još uvijek je sporan njihov učinkovit unos nakon kuhanja svježih ili smrznutih listova. 

## Vrste
1. Spinacia oleracea L.
  1. Spinacia oleracea subsp. turkestanica (Iljin) Del Guacchio & P.Caputo sinonim Spinacia turkestanica Iljin
2. Spinacia tetrandra M. Bieb.